# メアンキエリ
メアンキエリ (meänkieli) は、スウェーデンの最北部・トルネ谷周辺で話されるフィンランド語の方言である。メアンキエリ (meänkieli) とは「我々の言語」の意。
言語学的には、フィンランド語のうち西フィンランド方言に属する「極北方言」の、更に小さな2つの方言「トルニオ方言」と「イェリバレ方言」からなる（前者はトルネ川のフィンランド側でも話されている）。政治的・歴史的な理由から、スウェーデン国内では少数派の言語となっている。今日のスウェーデンでは、政府からメアンキエリと呼ばれているが、一般的な（そして古い）呼称はそのまま「トルネ谷のフィンランド語」を意味する「トルネダール・フィンランド語」 (tornedalsfinska) である。
メアンキエリは、フィンランド語における近代（19世紀から20世紀）の発展の影響を受けていないことが顕著である。メアンキエリにも、日常生活に関するスウェーデン語からの借用語は多く含まれているが、他のフィンランド語方言と比較してもその割合が例外的に高いということはなく、ラウマ方言とおおよそ同じ程度である。メアンキエリには、標準フィンランド語にある格のうち、共格と具格の2つが欠落している（これらの格は、フィンランドでは主に公的・文学的な文章で用いられる）。フィンランドでは、メアンキエリは通常北部の方言とされる。イェリバレ地方で話されるメアンキエリの方言は、標準フィンランド語との差異がより大きい。

## 言語名別称
- Torne Valley Finnish
- Finnish, Tornedalen（トルネダール・フィンランド語）
- North Finnish
- Meänkieli（メアンキエリ）
- Tornedalsfinska

## 方言
- Gällivare Finnish (fit-gal)　（イェリバレ）
- Torne Valley Finnish (fit-tor)　（トルネ谷）
- Vittangi Finnish (fit-vit)　（ビッタンギ）